# Tech 3
Tech 3 è una squadra motociclistica che corre nel motomondiale.

## Motomondiale
La squadra fu fondata dall'ex-motociclista Hervé Poncharal e dall'ingegnere Guy Coulon nel novembre 1989. La prima stagione fu quella del 1990 nella classe 250 e la squadra era equipaggiata da motociclette Honda e Suzuki.

### Classe 250 e 500

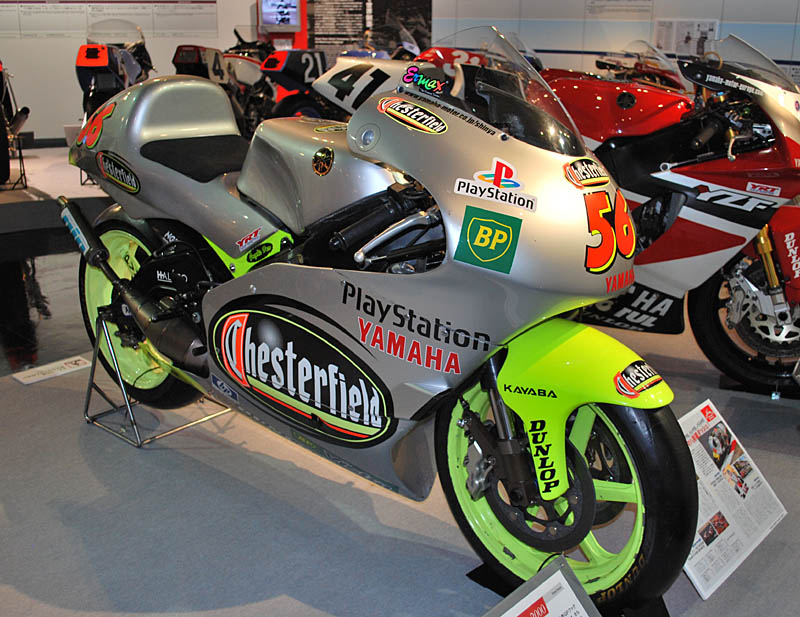
La Yamaha YZR 250 Tech 3 di Shin'ya Nakano utilizzata nel campionato 2000.

Nel 1998 la squadra schierò i piloti Olivier Jacque e William Costes, entrambi equipaggiati con un Honda NSR 250. Ottennero quattro terzi posti, tutti con Jacque, che si piazzò in quinta posizione finale. Dal 1999 la Yamaha divenne partner tecnico della squadra, schierando due Yamaha YZR 250 pilotate da Olivier Jacque e Shin'ya Nakano. Nel 2000 Jacque e Nakano arrivarono primo e secondo nella classe 250, conquistando complessivamente 8 vittorie e 23 podi. Fu il primo campionato mondiale conquistato da Tech 3.
Nel 2001 la squadra decise di correre nella classe 500 sempre con la Yamaha e sempre con Jacque e Nakano con la Yamaha YZR500. Nel Gran Premio di Germania, la squadra ottenne il suo primo podio in classe maggiore, con la terza posizione raggiunta dal giapponese Nakano.

### MotoGP
Nella stagione 2002, la prima della classe MotoGP, la squadra con Jacque e Nakano fu equipaggiata con la YZR 500 fino al GP del Pacifico e corse solo le ultime tre gare con Yamaha YZR-M1. Nel GP di Germania, la squadra ottenne la prima pole position in MotoGP con Jacque su YZR 500, che fu anche l'ultima pole position con 500 nel motomondiale.

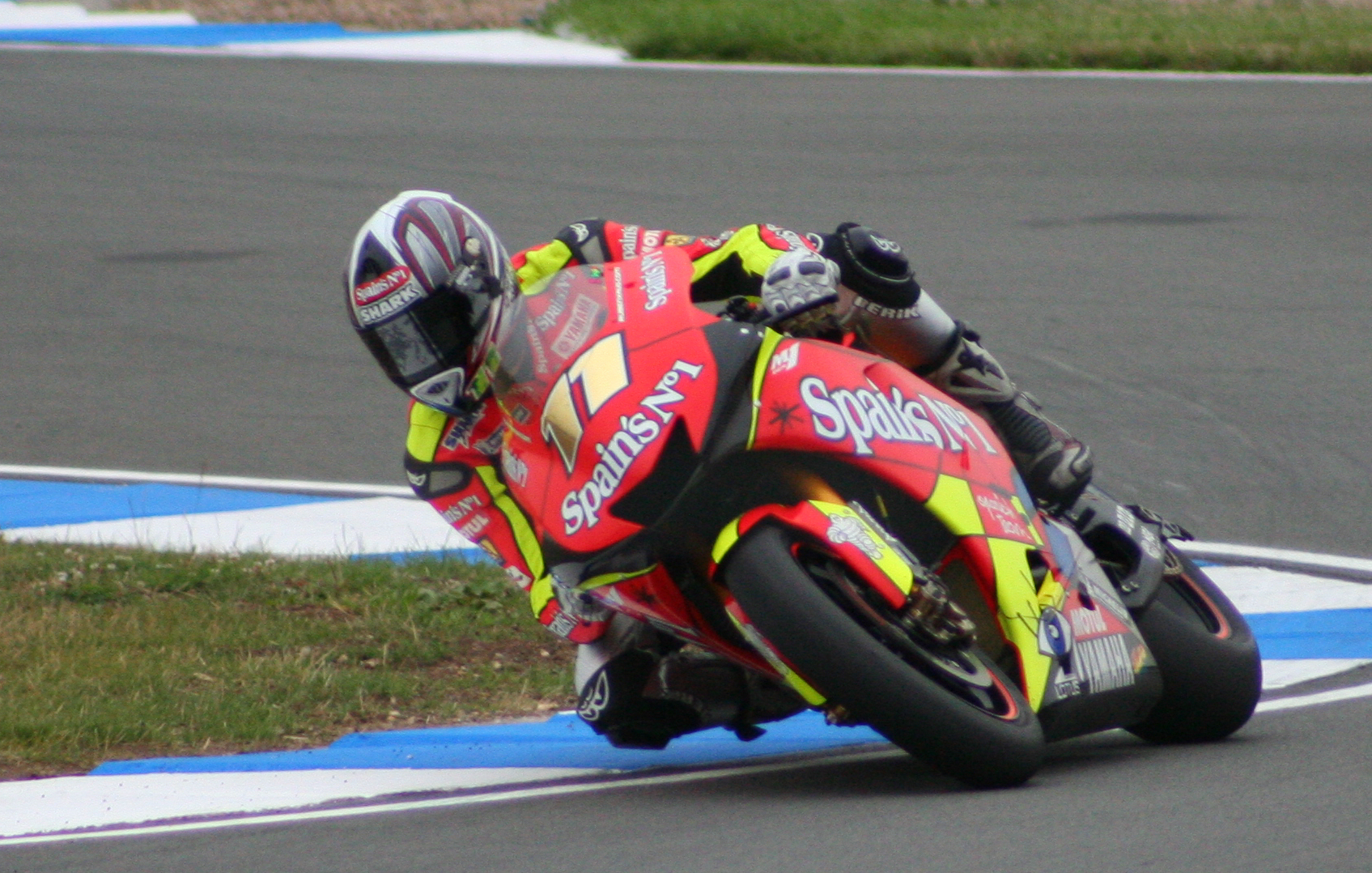
Ruben Xaus con la Yamaha Tech 3 nel 2005.

Nel 2003, venne riconfermato Jacque e ingaggiato Alex Barros. Proprio con il neoacquisto brasiliano, in occasione del Gran Premio di Francia, la squadra ottenne il primo podio in MotoGP. Nel 2004 gareggiarono con la squadra l'italiano Marco Melandri e il giapponese Norick Abe. Nel 2005 la squadra schierò come piloti Toni Elías e Rubén Xaus. Nel 2006 (con Carlos Checa e James Ellison) e nel 2007 (con Makoto Tamada e Sylvain Guintoli) la squadra utilizzò gli pneumatici Dunlop, ma gli scarsi risultati consiglieranno a Poncharal di utilizzare le Michelin per il 2008.

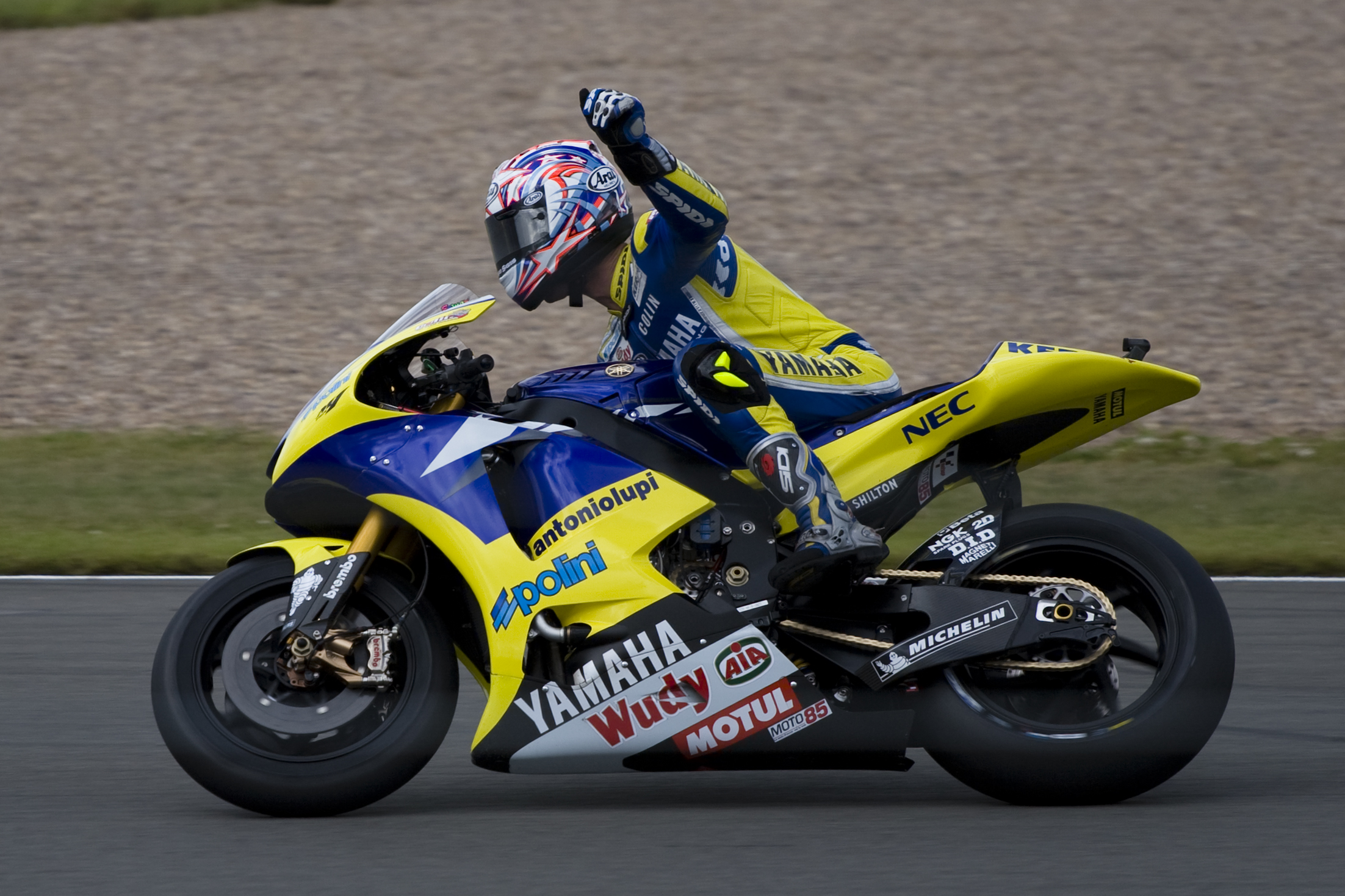
Colin Edwards con Tech 3 nel 2008.

Nel 2008 i piloti furono James Toseland e Colin Edwards (che hanno vinto entrambi due volte il campionato mondiale Superbike) utilizzando la Yamaha YZR-M1. Edwards si piazzò settimo, nonostante un infortunio a metà stagione, e Toseland undicesimo. Gli stessi piloti rimasero con la squadra anche per la stagione 2009 (cambiarono invece le coperture visto il passaggio al monogomma Bridgestone), ottenendo risultati positivi soprattutto con Colin Edwards che nel GP di Gran Bretagna ottenne il secondo posto (allora miglior piazzamento di Tech 3 in classe maggiore) e chiuse in quinta posizione in classifica. Toseland chiuse la stagione in quattordicesima posizione. 

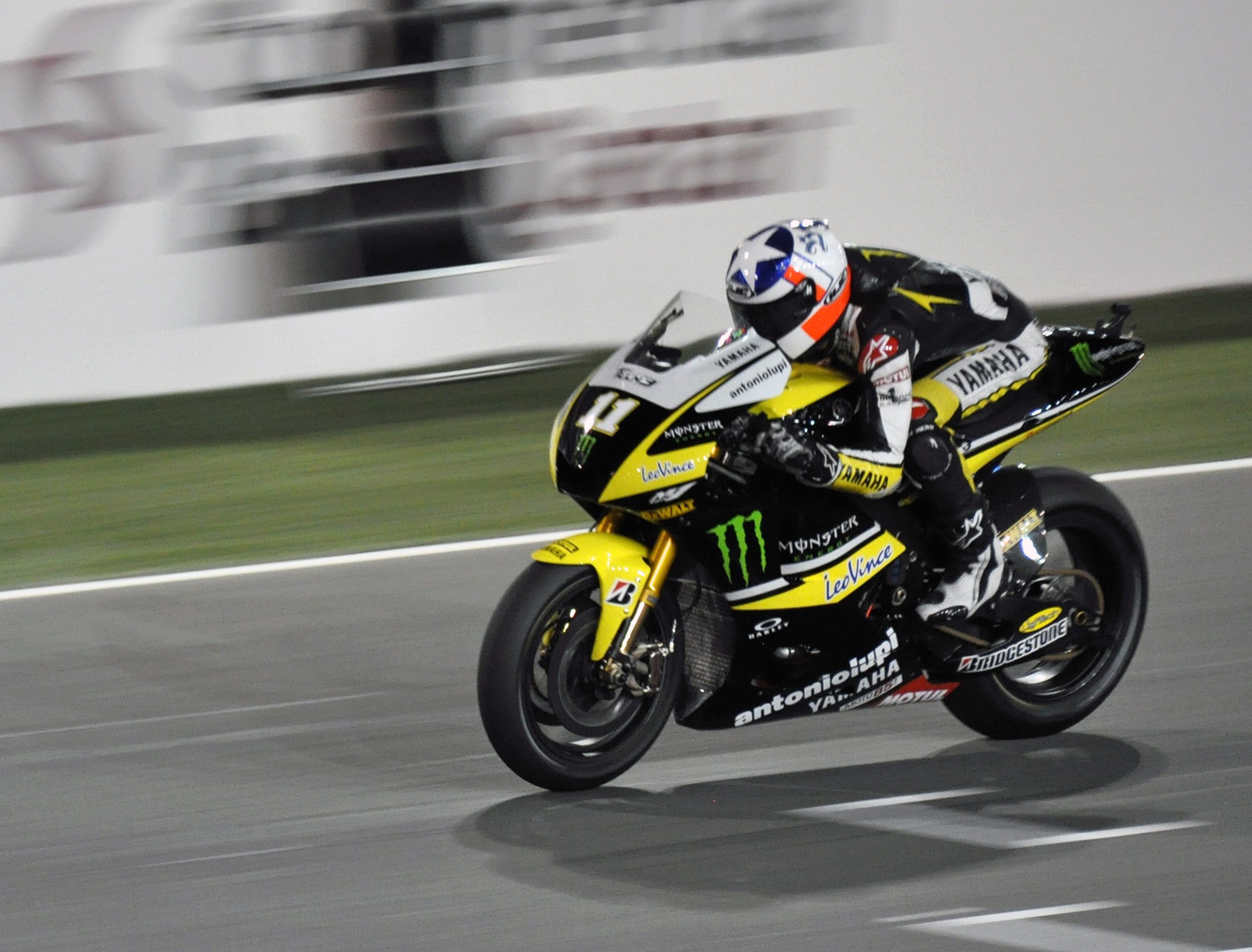
Ben Spies con Tech 3 nel 2010.

Per la stagione 2010 nella MotoGP venne riconfermato Edwards che fu affiancato da Ben Spies. Nel 2011 la squadra partì schierando ancora Edwards, affiancato dall'esordiente, proveniente dal mondiale Superbike e campione Supersport, Cal Crutchlow. 

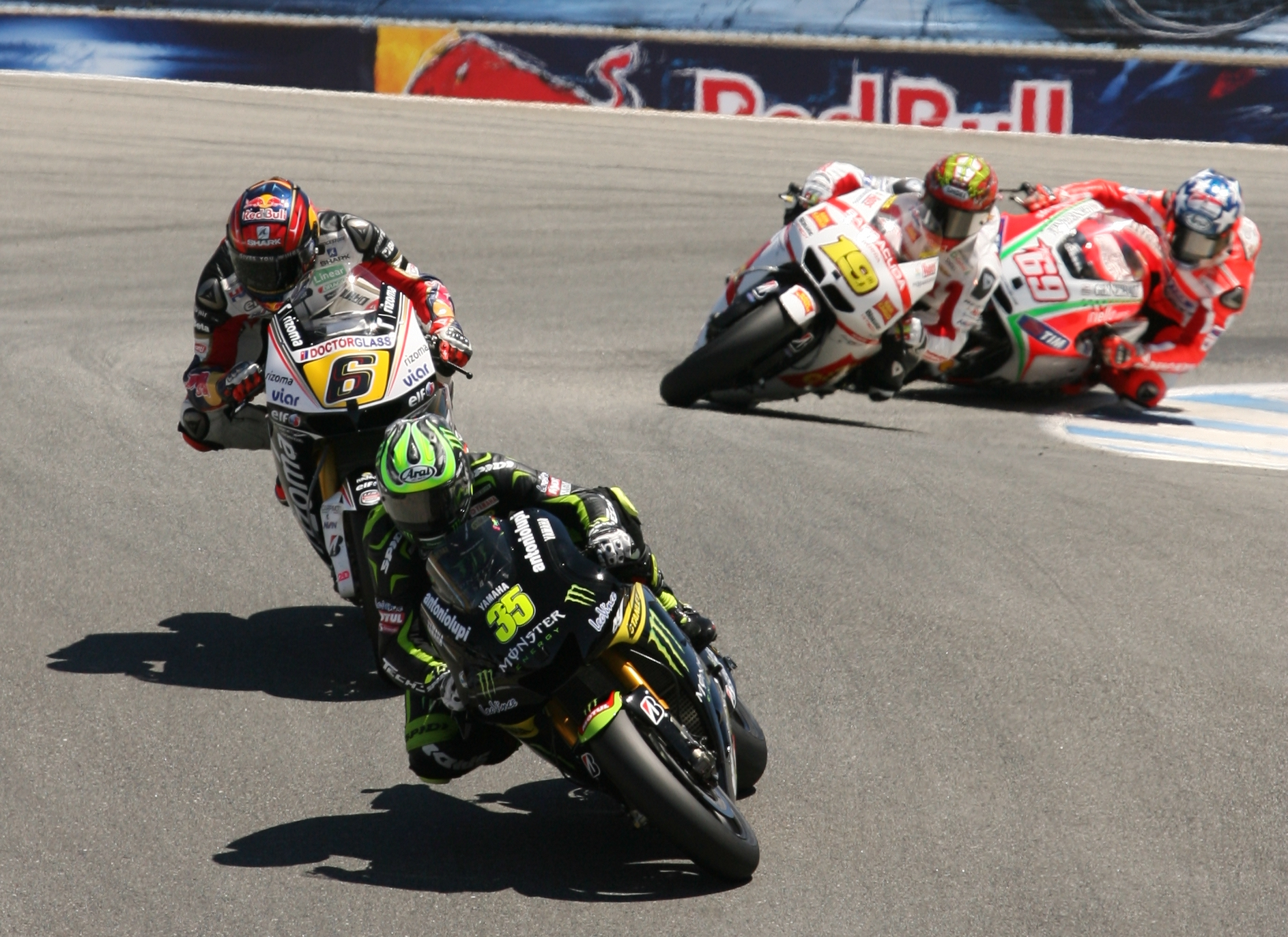
Cal Crutchlow (in primo piano) con Tech 3 nel 2012.

Quest'ultimo restò in squadra anche nel 2012, affiancato dall'italiano Andrea Dovizioso. Al termine della stagione la squadra aveva ottenuto otto podi, tutti terzi posti, (sei di Dovizioso e due di Crutchlow), record della squadra in MotoGP.

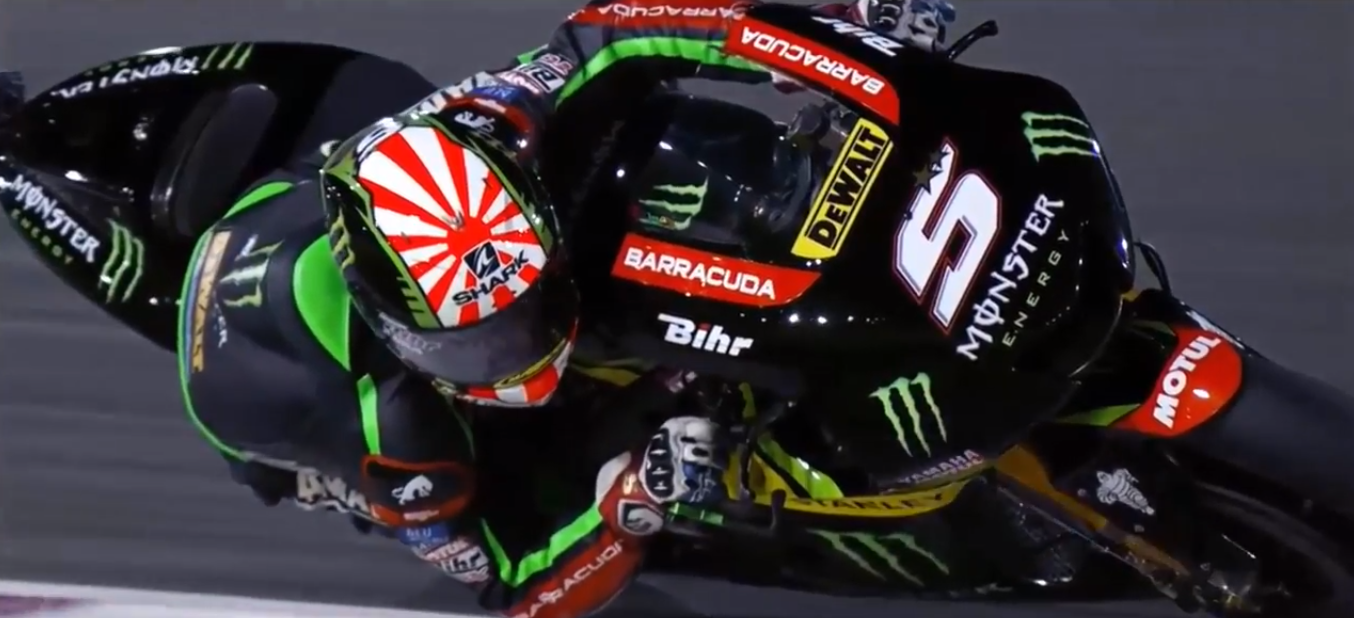
Johann Zarco con Tech 3 nel 2017.

Nel 2013 venne affiancato a Crutchlow il connazionale Bradley Smith. Nel 2014 venne confermato Smith, affiancato dal campione Moto2 del 2013 Pol Espargaró; la stessa coppia gareggiò anche nelle due annate seguenti, mentre nel 2017 la nuova coppia di piloti fu composta dal francese Johann Zarco (due volte consecutive campione del mondo Moto2) e dal tedesco Jonas Folger. Zarco chiuse la stagione al sesto posto mentre Folger, costretto a saltare le ultime quattro gare in calendario, chiuse decimo. Nel 2018 la squadra si schierò in MotoGP con il confermato Zarco e con l'esordiente Hafizh Syahrin (che sostituì Folger dopo che quest'ultimo annunciò la non disponibilità a correre per problemi di salute), Zarco disputò una stagione simile alla precedente giungendo sesto e ottenendo piazzamenti a podio e pole position, mentre Syahrin chiude sedicesimo in classifica mondiale ma secondo nella graduatoria esordienti, dietro a Franco Morbidelli. Nel 2019 la squadra francese venne supportata dai motori austriaci della KTM. La squadra schierò due KTM RC16 affidate al confermato Syahrin e al debuttante Miguel Oliveira, vice-campione Moto2 del 2018 chiudendo al decimo posto in classifica squadre.
Nel motomondiale 2020 la squadra schiera sulle sue due KTM il confermato Miguel Oliveira e l'esordiente Iker Lecuona, il quale aveva avuto la possibilità di correre già un GP con il team francese in occasione del GP di Valencia 2019. Il 23 agosto, la squadra ottenne con la vittoria nel Gran Premio della Stiria del pilota portoghese Miguel Oliveira, la sua prima vittoria nella classe MotoGP, la prima di sempre della scuderia nella classe maggiore del motomondiale. Oliveira ottiene un'altra vittoria a Portimão e la stagione, per il team si chiude al settimo posto in classifica squadre. Nel 2021 al confermato Lecuona viene affiancato Danilo Petrucci che cambia moto dopo sei anni consecutivi con Ducati. Entrambi i piloti non ottengono piazzamenti a podio e la stagione si conclude all'undicesimo posto in classifica a squadre. Nel 2022 il team schiera due esordientiː Remy Gardner e Raúl Fernández, rispettivamente primo e secondo nel precedente campionato di Moto2. Gardner totalizza tredici punti classificandosi al ventitreesimo posto, mentre Fernández, con un punto in più, è ventiduesimo. Tech 3 chiude al dodicesimo posto in classifica a squadre. Nel 2023 Tech 3 cambia nuovamente entrambi i piloti, all'esperto Pol Espargaró viene affiancato Augusto Fernández, la stagione si conclude all'undicesimo posto nella classifica a squadre con Fernández che vince la classifica dei Rookie essendo l'unico esordiente a prendervi parte. Ad affiancare Fernández per il 2024 è Pedro Acosta, campione in carica della Moto2 al suo primo cambio di squadra dopo aver disputato l'intera carriera iridata con Ajo Motorsport. Proprio Acosta, con cinque piazzamenti a podio in gara lunga, riporta la squadra nelle posizioni di vertice dove mancava dal 2020. L'annata termina al settimo posto in classifica a squadre: subito dietro al team ufficiale KTM.

### Moto2
Nella classe Moto2 la squadra esordì nella stagione inaugurale del 2010 mettendo in pista una motocicletta di produzione propria: la Mistral 610 guidata da Raffaele De Rosa e Yūki Takahashi che, in occasione del Gran Premio di Catalogna, ottenne l'unica vittoria in questa configurazione. Nel 2011 schierò i piloti Bradley Smith, Mike Di Meglio e Xavier Siméon, ottenendo tre podi con Smith. Nel 2012 vennero riconfermati Smith e Siméon, che non ottennero alcun podio e si piazzarono rispettivamente in 9ª e 21ª posizione finale. Nella stagione 2013 vennero ingaggiati Danny Kent e Louis Rossi che però ottennero entrambi risultati deludenti, piazzandosi in 22ª e in 24ª posizione finale. 

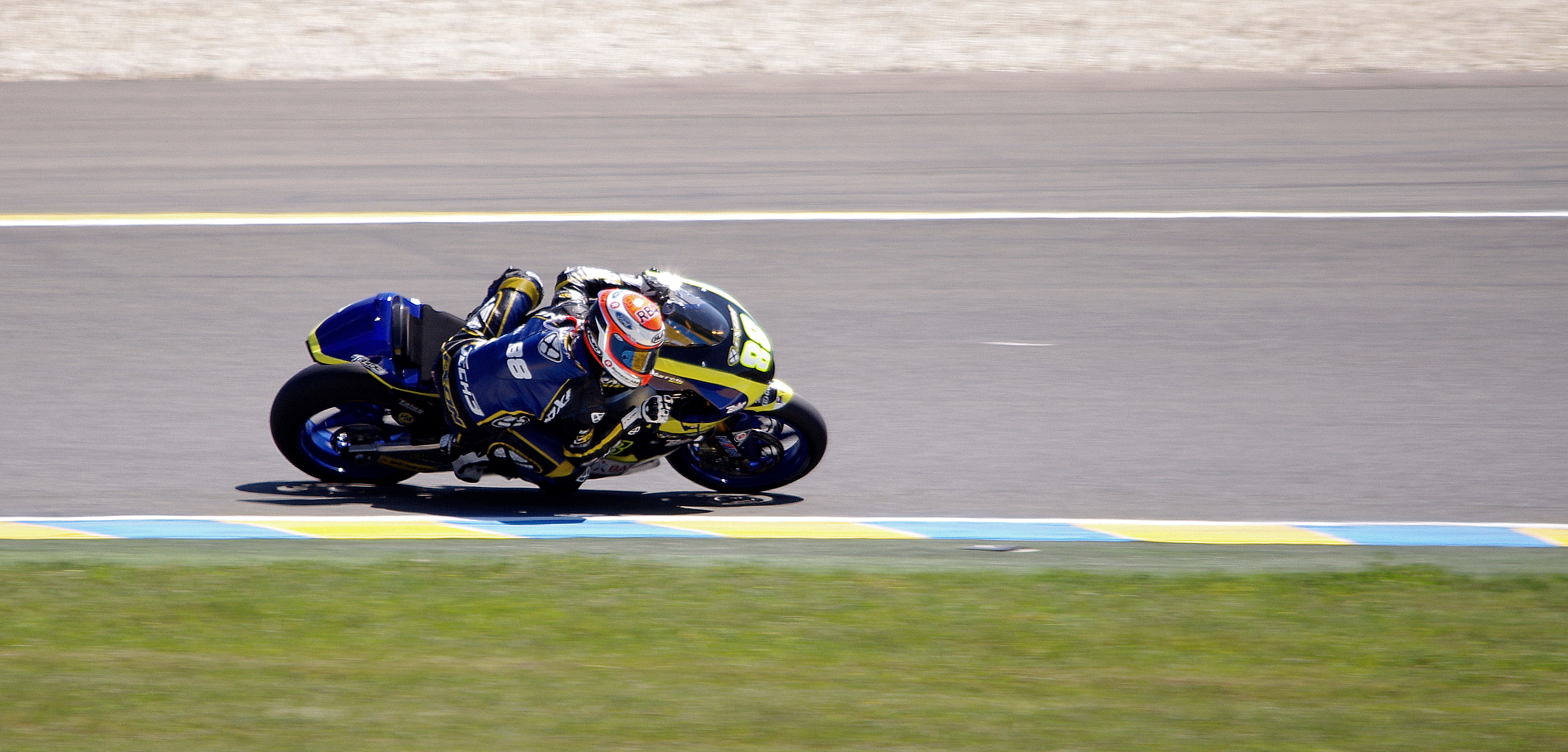
Ricard Cardús con la Tech 3 Mistral 610 in Moto2 nel 2014.

Nel 2014 gareggiarono con Tech 3 il tedesco Marcel Schrötter e lo spagnolo Ricard Cardús, quest'ultimo sostituì per l'intera stagione il titolare Álex Mariñelarena, che ebbe un rovinoso incidente durante una sessione di prova privata della squadra, prima dell'inizio della stagione. Schrötter si piazzò in 10ª posizione finale in classifica e Cardús in 18ª. Nel 2015, vennero riconfermati Schrötter e Cardús, che si piazzarono in 20ª e in 24ª posizione finale. Nel 2016 arrivarono gli spagnoli Isaac Viñales e Xavi Vierge, che ottennero il 24º e il 20º posto in classifica finale. Nel 2017 venne riconfermato Vierge e assunto l'australiano Remy Gardner. Vierge ottenne un secondo posto nel GP del Giappone (il primo podio nella classe dal 2011) e si piazzò in 11ª posizione finale, mentre Gardner ottenne una nona posizione come miglior risultato in gara e si piazzò 21ª in classifica. L'ultima stagione con la Mistral è la 2018 dove corsero Gardner e Bo Bendsneyder. Gardner chiuse 19ª e Bendsneyder 29ª sebbene entrambi abbiano saltato delle gare per infortunio. Nel 2019 vennero schierate due KTM affidate all'italiano Marco Bezzecchi e al tedesco Philipp Öttl. Dopo il GP d'Austria, la squadra annunciò il ritiro dal campionato Moto2 a partire dalla stagione 2020.

### Moto3
A partire dal 2020, il team ufficializza la sua entrata nella classe Moto3, supportata dalla KTM. La coppia di piloti del squadra 2020 in Moto3 è formata dal turco Deniz Öncü e dal giapponese Ayumu Sasaki che conquista un podio in occasione del Gran Premio di Teruel. La stagione si conclude al dodicesimo posto in classifica a squadre. Nella stagione 2021 la coppia di piloti viene riconfermata, con Öncü che conquista la prima pole position in carriera per lui e la prima di categoria per il Team, in occasione del GP di Stiria. Purtroppo però in alla partenza del Gran Premio, il team ha infranto il limite di tempo per la scelta delle gomme di partenza, e Deniz è stato costretto a partire dalla pitlane, finendo 21º. Entrambi i piloti vanno sul podio e il campionato si conclude al quarto posto in classifica a squadre.
Nel 2022 al confermato Öncü viene affiancato lo spagnolo Adrián Fernández. Öncü porta termine tutte le gare in calendario salendo tre volte sul podio, chiude la stagione (miglior pilota KTM) al quinto posto con 200 punti. Nella classifica a squadre Tech3 si posiziona al quinto posto. Nel 2023 l'esordiente Filippo Farioli è il nuovo compagno di squadra di Öncü. Il campionato si conclude con Tech 3 al sesto posto tra le squadre e Öncü, che si conferma miglior pilota KTM, quarto con tre Gran Premi vinti. Per il 2024 Tech 3 cambia la propria coppia di piloti affidandosi a Jacob Roulstone e Daniel Holgado oltre a gareggiare con il marchio Gas Gas. Se Roulstone chiude quindicesimo, Holgado conquista la piazza d'onore in campionato alle spalle del mattatore David Alonso.

### MotoE
Tech 3 partecipò all'edizione inaugurale della Coppa del Mondo della classe MotoE nel 2019 schierando due Energica Ego affidate al francese Kenny Foray e allo spagnolo Héctor Garzó, che chiusero la stagione rispettivamente al diciottesimo e quarto posto in classifica. In particolare Garzó ottiene tre piazzamenti a podio e rimane in corsa per il titolo fino all'ultima gara a Valencia. Nel 2020 la coppia di piloti del team francese in MotoE è formata con il tedesco Lukas Tulovic e con l'italiano Tommaso Marcon che chiudono la stagione rispettivamente all'undicesimo e sedicesimo posto in classifica. Nel 2021 al confermato Tulovic viene affiancato il francese Corentin Perolari. Tulovic, che vince la sua prima gara in Austria, chiude la stagione all'ottavo posto mentre Perolari è tredicesimo. Nel 2022 la coppia di piloti è composta dagli spagnoli Héctor Garzó e Alex Escrig che si piazzano rispettivamente all'ottavo e nono posto in classifica. Nel 2023 il team cambia entrambi i pilotiː schiera infatti Hikari Ōkubo e Alessandro Zaccone che chiudono rispettivamente tredicesimo e undicesimo in classifica. La prima edizione della classifica a squadre vede Tech 3 chiudere all'ottavo posto. Nel 2024 al confermato Zaccone viene affiancato Nicholas Spinelli; entrambi i piloti vincono delle gare e il campionato si conclude al quarto posto in classifica a squadre.

## Europeo FIM CEV Moto2
A partire dalla stagione 2015 la classe Moto2 del campeonato de España de Velocidad viene elevata al rango di campionato europeo. Il team Targobank Motorsport mette in pista due Mistral 610 affidate a Xavi Vierge e Alan Techer. I due chiudono il campionato rispettivamente al secondo e terzo posto in classifica. Nel 2016 il team Targobank si schiera con tre pilotiː Gabriele Ruiu, Xavier Pinsach e Augusto Fernández. Sebbene nessuno dei tre riesca a salire sul podio, l'annata si conclude al terzo posto tra i costruttori. Nel 2017 le moto francesi sono schierate dal Team Wimu CNS; i piloti sono Héctor Garzó e Marc Luna. Garzó, che conquista quattro piazzamenti a podio, è quarto in classifica. Nel 2018 oltre al team Wimu, un'altra Mistral è portata in pista dal team privato di Cédric Tangre. Tra i piloti Héctor Garzó migliora le prestazioni della stagione precedente classificandosi terzo, al suo attivo anche una vittoria ad Albacete. Nel 2019 l'unica Mistral 610 è quella di Garzó che ottiene due vittorie ed è vice-campione europeo.

## Risultati MotoGP
I punti e il risultato finale sono la somma dei punti ottenuti da entrambi i piloti (diversamente dalla classifica costruttori) e il risultato finale si riferisce alla squadra e non al costruttore.
| Anno | Moto                         | Gomme | Piloti         |     |   |    |     |    |     |    |    |     |     |     |     |    |     |    |   |  |  |  |  |  |  | Punti | Pos. |
| ---- | ---------------------------- | ----- | -------------- | --- | - | -- | --- | -- | --- | -- | -- | --- | --- | --- | --- | -- | --- | -- | - |  |  |  |  |  |  | ----- | ---- |
| 2002 | Yamaha YZR 500 Yamaha YZR-M1 | M     | Olivier Jacque | Rit | 6 | 11 | Rit | 9  | 9   | 14 | 5  | Rit | 10  | Rit | 7   | 7  | Rit | 8  | 8 |  |  |  |  |  |  | 149   | 5º   |
| 2002 | Yamaha YZR 500 Yamaha YZR-M1 | M     | Shin'ya Nakano | Rit | 8 | 17 | 13  | 11 | Rit | 8  | 10 | 5   | Rit | 12  | Rit | 16 | 6   | 13 | 6 |  |  |  |  |  |  | 149   | 5º   |

| Anno | Moto          | Gomme | Piloti         |    |    |    |   |     |     |   |     |     |    |    |     |    |    |     |     |  |  |  |  |  |  | Punti | Pos. |
| ---- | ------------- | ----- | -------------- | -- | -- | -- | - | --- | --- | - | --- | --- | -- | -- | --- | -- | -- | --- | --- |  |  |  |  |  |  | ----- | ---- |
| 2003 | Yamaha YZR-M1 | M     | Alex Barros    | 8  | 5  | 5  | 3 | Rit | 8   | 8 | NP  | Rit | 7  | 11 | 12  | 6  | 15 | Rit | 6   |  |  |  |  |  |  | 172   | 6º   |
| 2003 | Yamaha YZR-M1 | M     | Olivier Jacque | 15 | 10 | 10 | 4 | 10  | Rit | 5 | Rit | 9   | 11 | 13 | Rit | 13 | NP | 6   | Rit |  |  |  |  |  |  | 172   | 6º   |

| Anno | Moto          | Gomme | Piloti         |    |     |     |   |   |    |    |     |     |   |     |     |     |     |     |     |  |  |  |  |  |  | Punti | Pos. |
| ---- | ------------- | ----- | -------------- | -- | --- | --- | - | - | -- | -- | --- | --- | - | --- | --- | --- | --- | --- | --- |  |  |  |  |  |  | ----- | ---- |
| 2004 | Yamaha YZR-M1 | M     | Norifumi Abe   | 9  | 11  | Rit | 7 | 9 | 11 | 8  | Rit | Rit | 8 | 10  | Rit | 7   | 12  | 17  | 10  |  |  |  |  |  |  | 149   | 6º   |
| 2004 | Yamaha YZR-M1 | M     | Marco Melandri | 11 | Rit | 6   | 9 | 3 | 3  | 13 | Rit | NP  | 9 | Rit | 5   | Rit | Rit | Rit | Rit |  |  |  |  |  |  | 149   | 6º   |

| Anno | Moto          | Gomme | Piloti      |    |    |    |    |     |     |     |    |     |    |    |    |    |    |    |    |    |  |  |  |  |  | Punti | Pos. |
| ---- | ------------- | ----- | ----------- | -- | -- | -- | -- | --- | --- | --- | -- | --- | -- | -- | -- | -- | -- | -- | -- | -- |  |  |  |  |  | ----- | ---- |
| 2005 | Yamaha YZR-M1 | M     | Rubén Xaus  | 18 | 10 | 10 | 12 | 14  | 10  | 12  | 11 | Rit | 13 | 18 | 10 | 15 | 14 | 12 | 14 | 15 |  |  |  |  |  | 130   | 7º   |
| 2005 | Yamaha YZR-M1 | M     | Toni Elías  | 12 | 14 | 14 | 9  | Inf | Inf | Inf | 13 | 9   | 12 | 14 | 9  | 11 | 8  | 9  | 6  | 10 |  |  |  |  |  | 130   | 7º   |
| 2005 | Yamaha YZR-M1 | M     | David Checa |    |    |    |    | 19  | 13  | 15  |    |     |    |    |    |    |    |    |    |    |  |  |  |  |  | 130   | 7º   |

| Anno | Moto          | Gomme | Piloti        |    |    |    |    |    |    |   |     |    |    |    |    |    |     |    |    |    |  |  |  |  |  | Punti | Pos. |
| ---- | ------------- | ----- | ------------- | -- | -- | -- | -- | -- | -- | - | --- | -- | -- | -- | -- | -- | --- | -- | -- | -- |  |  |  |  |  | ----- | ---- |
| 2006 | Yamaha YZR-M1 | D     | Carlos Checa  | 13 | 12 | 15 | 14 | 11 | 15 | 8 | 9   | 10 | 9  | 7  | 15 | 12 | Rit | 14 | 7  | 10 |  |  |  |  |  | 101   | 9º   |
| 2006 | Yamaha YZR-M1 | D     | James Ellison | 16 | 13 | 18 | 16 | 14 | 16 | 9 | Rit | 14 | 13 | 13 | 17 | 16 | 16  | 15 | 13 | 14 |  |  |  |  |  | 101   | 9º   |

| Anno | Moto          | Gomme | Piloti           |    |    |    |     |    |    |    |    |    |     |    |    |    |     |    |    |    |    |  |  |  |  | Punti | Pos. |
| ---- | ------------- | ----- | ---------------- | -- | -- | -- | --- | -- | -- | -- | -- | -- | --- | -- | -- | -- | --- | -- | -- | -- | -- |  |  |  |  | ----- | ---- |
| 2007 | Yamaha YZR-M1 | D     | Makoto Tamada    | 16 | 14 | 14 | Rit | 9  | 15 | 12 | 15 | 13 | 13  | 8  | 17 | 14 | Rit | 12 | 16 | 18 | 15 |  |  |  |  | 88    | 8º   |
| 2007 | Yamaha YZR-M1 | D     | Sylvain Guintoli | 15 | 15 | 15 | 13  | 10 | 14 | 14 | 16 | 14 | Rit | 13 | 13 | 12 | 14  | 4  | 14 | 19 | 11 |  |  |  |  | 88    | 8º   |

| Anno | Moto          | Gomme | Piloti         |   |     |   |    |     |   |   |    |   |     |    |    |    |    |    |   |     |    |  |  |  |  | Punti | Pos. |
| ---- | ------------- | ----- | -------------- | - | --- | - | -- | --- | - | - | -- | - | --- | -- | -- | -- | -- | -- | - | --- | -- |  |  |  |  | ----- | ---- |
| 2008 | Yamaha YZR-M1 | M     | Colin Edwards  | 7 | Rit | 4 | 7  | 3   | 5 | 5 | 4  | 3 | Rit | 14 | 14 | 10 | 15 | 7  | 8 | 8   | 6  |  |  |  |  | 249   | 4º   |
| 2008 | Yamaha YZR-M1 | M     | James Toseland | 6 | 6   | 7 | 12 | Rit | 6 | 6 | 17 | 9 | 11  | 9  | 13 | 6  | 18 | 11 | 6 | Rit | 11 |  |  |  |  | 249   | 4º   |

| Anno | Moto          | Gomme | Piloti         |    |    |    |   |   |    |   |    |    |   |   |   |     |   |    |    |    |  |  |  |  |  | Punti | Pos. |
| ---- | ------------- | ----- | -------------- | -- | -- | -- | - | - | -- | - | -- | -- | - | - | - | --- | - | -- | -- | -- |  |  |  |  |  | ----- | ---- |
| 2009 | Yamaha YZR-M1 | B     | Colin Edwards  | 4  | 12 | 7  | 7 | 6 | 7  | 4 | 7  | 9  | 2 | 7 | 5 | Rit | 5 | 5  | 13 | 4  |  |  |  |  |  | 253   | 4º   |
| 2009 | Yamaha YZR-M1 | B     | James Toseland | 16 | 9  | 13 | 9 | 7 | 13 | 6 | SQ | 10 | 6 | 9 | 6 | 10  | 9 | 14 | 15 | 12 |  |  |  |  |  | 253   | 4º   |

| Anno | Moto          | Gomme | Piloti        |   |     |     |    |   |   |    |     |   |   |     |   |    |   |    |   |    |    |  |  |  |  | Punti | Pos. |
| ---- | ------------- | ----- | ------------- | - | --- | --- | -- | - | - | -- | --- | - | - | --- | - | -- | - | -- | - | -- | -- |  |  |  |  | ----- | ---- |
| 2010 | Yamaha YZR-M1 | B     | Colin Edwards | 8 | 12  | 12  | 13 | 9 | 8 | 11 | Rit | 7 | 7 | Rit | 7 | 12 | 5 | NC | 7 | 7  | 12 |  |  |  |  | 279   | 4º   |
| 2010 | Yamaha YZR-M1 | B     | Ben Spies     | 5 | Rit | Rit | 7  | 3 | 4 | 6  | 8   | 6 | 4 | 2   | 6 | 5  | 8 | 4  | 5 | NP | 4  |  |  |  |  | 279   | 4º   |

| Anno | Moto          | Gomme | Piloti        |    |     |   |     |    |    |    |     |    |     |     |    |    |    |    |     |    |     |  |  |  |  | Punti | Pos. |
| ---- | ------------- | ----- | ------------- | -- | --- | - | --- | -- | -- | -- | --- | -- | --- | --- | -- | -- | -- | -- | --- | -- | --- |  |  |  |  | ----- | ---- |
| 2011 | Yamaha YZR-M1 | B     | Colin Edwards | 8  | Rit | 6 | 13  | NP | 3  | 7  | 9   | 10 | 8   | 8   | 7  | 13 | 13 | 8  | 5   | AN | Inf |  |  |  |  | 188   | 5º   |
| 2011 | Yamaha YZR-M1 | B     | Cal Crutchlow | 11 | 8   | 8 | Rit | 7  | NP | 14 | Rit | 14 | Rit | Rit | 11 | 10 | 9  | 11 | Rit | AN | 4   |  |  |  |  | 188   | 5º   |
| 2011 | Yamaha YZR-M1 | B     | Josh Hayes    |    |     |   |     |    |    |    |     |    |     |     |    |    |    |    |     |    | 7   |  |  |  |  | 188   | 5º   |

| Anno | Moto          | Gomme | Piloti           |   |   |   |   |   |    |   |   |   |   |     |   |     |   |     |     |   |     |  |  |  |  | Punti | Pos. |
| ---- | ------------- | ----- | ---------------- | - | - | - | - | - | -- | - | - | - | - | --- | - | --- | - | --- | --- | - | --- |  |  |  |  | ----- | ---- |
| 2012 | Yamaha YZR-M1 | B     | Andrea Dovizioso | 5 | 5 | 4 | 7 | 3 | 19 | 3 | 3 | 3 | 4 | 3   | 4 | 4   | 3 | 4   | 13  | 4 | 6   |  |  |  |  | 369   | 3º   |
| 2012 | Yamaha YZR-M1 | B     | Cal Crutchlow    | 4 | 4 | 5 | 8 | 5 | 6  | 5 | 8 | 8 | 5 | Rit | 3 | Rit | 4 | Rit | Rit | 3 | Rit |  |  |  |  | 369   | 3º   |

| Anno | Moto          | Gomme | Piloti        |     |    |    |   |   |     |   |   |     |   |     |   |    |   |   |   |   |     |  |  |  |  | Punti | Pos. |
| ---- | ------------- | ----- | ------------- | --- | -- | -- | - | - | --- | - | - | --- | - | --- | - | -- | - | - | - | - | --- |  |  |  |  | ----- | ---- |
| 2013 | Yamaha YZR-M1 | B     | Cal Crutchlow | 5   | 4  | 5  | 2 | 3 | Rit | 3 | 2 | 7   | 5 | 17  | 7 | 6  | 6 | 6 | 4 | 7 | Rit |  |  |  |  | 304   | 3º   |
| 2013 | Yamaha YZR-M1 | B     | Bradley Smith | Rit | 12 | 10 | 9 | 9 | 6   | 9 | 6 | Rit | 8 | Rit | 9 | 11 | 7 | 7 | 6 | 8 | 7   |  |  |  |  | 304   | 3º   |

| Anno | Moto          | Gomme | Piloti        |     |   |   |   |    |     |    |     |    |   |     |    |   |   |   |     |   |    |  |  |  |  | Punti | Pos. |
| ---- | ------------- | ----- | ------------- | --- | - | - | - | -- | --- | -- | --- | -- | - | --- | -- | - | - | - | --- | - | -- |  |  |  |  | ----- | ---- |
| 2014 | Yamaha YZR-M1 | B     | Bradley Smith | Rit | 5 | 7 | 8 | 10 | Rit | 10 | 8   | 19 | 6 | 9   | 22 | 7 | 5 | 9 | 3   | 5 | 14 |  |  |  |  | 257   | 4º   |
| 2014 | Yamaha YZR-M1 | B     | Pol Espargaró | Rit | 6 | 8 | 9 | 4  | 5   | 7  | Rit | 7  | 5 | Rit | 6  | 6 | 6 | 8 | Rit | 6 | 6  |  |  |  |  | 257   | 4º   |

| Anno | Moto          | Gomme | Piloti        |   |     |   |   |   |   |     |   |   |   |   |     |     |   |     |    |   |   |  |  |  |  | Punti | Pos. |
| ---- | ------------- | ----- | ------------- | - | --- | - | - | - | - | --- | - | - | - | - | --- | --- | - | --- | -- | - | - |  |  |  |  | ----- | ---- |
| 2015 | Yamaha YZR-M1 | B     | Pol Espargaró | 9 | Rit | 8 | 5 | 7 | 6 | Rit | 5 | 8 | 7 | 8 | Rit | Rit | 9 | Rit | 8  | 9 | 5 |  |  |  |  | 295   | 4º   |
| 2015 | Yamaha YZR-M1 | B     | Bradley Smith | 8 | 6   | 6 | 8 | 6 | 5 | 5   | 6 | 6 | 6 | 7 | 7   | 2   | 8 | 7   | 10 | 4 | 6 |  |  |  |  | 295   | 4º   |

| Anno | Moto          | Gomme | Piloti        |   |   |    |    |     |    |     |    |     |    |     |     |     |     |    |   |    |   |  |  |  |  | Punti | Pos. |
| ---- | ------------- | ----- | ------------- | - | - | -- | -- | --- | -- | --- | -- | --- | -- | --- | --- | --- | --- | -- | - | -- | - |  |  |  |  | ----- | ---- |
| 2016 | Yamaha YZR-M1 | M     | Bradley Smith | 8 | 8 | 17 | 12 | Rit | 7  | Rit | 13 | 13  | 9  | Rit | Inf | Inf | Inf | 13 | 8 | 14 | 9 |  |  |  |  | 199   | 5º   |
| 2016 | Yamaha YZR-M1 | M     | Alex Lowes    |   |   |    |    |     |    |     |    |     |    |     | 13  | Rit | NP  |    |   |    |   |  |  |  |  | 199   | 5º   |
| 2016 | Yamaha YZR-M1 | M     | Pol Espargaró | 7 | 6 | 7  | 8  | 5   | 15 | 5   | 4  | Rit | 10 | 13  | NP  | 9   | 8   | 6  | 5 | 9  | 6 |  |  |  |  | 199   | 5º   |

| Anno | Moto          | Gomme | Piloti               |     |   |    |   |   |    |   |     |   |    |     |    |    |    |     |     |     |     |  |  |  |  | Punti | Pos. |
| ---- | ------------- | ----- | -------------------- | --- | - | -- | - | - | -- | - | --- | - | -- | --- | -- | -- | -- | --- | --- | --- | --- |  |  |  |  | ----- | ---- |
| 2017 | Yamaha YZR-M1 | M     | Johann Zarco         | Rit | 5 | 5  | 4 | 2 | 7  | 5 | 14  | 9 | 12 | 5   | 6  | 15 | 9  | 8   | 4   | 3   | 2   |  |  |  |  | 258   | 4º   |
| 2017 | Yamaha YZR-M1 | M     | Jonas Folger         | 10  | 6 | 11 | 8 | 7 | 13 | 6 | Rit | 2 | 10 | Rit | NP | 9  | 16 | Inf | Inf | Inf | Inf |  |  |  |  | 258   | 4º   |
| 2017 | Yamaha YZR-M1 | M     | Kōta Nozane          |     |   |    |   |   |    |   |     |   |    |     |    |    |    | Rit |     |     |     |  |  |  |  | 258   | 4º   |
| 2017 | Yamaha YZR-M1 | M     | Broc Parkes          |     |   |    |   |   |    |   |     |   |    |     |    |    |    |     | 22  |     |     |  |  |  |  | 258   | 4º   |
| 2017 | Yamaha YZR-M1 | M     | Michael van der Mark |     |   |    |   |   |    |   |     |   |    |     |    |    |    |     |     | 16  | 17  |  |  |  |  | 258   | 4º   |

| Anno | Moto          | Gomme | Piloti         |    |   |     |    |     |    |     |    |    |    |    |    |    |    |    |    |     |    |    |  |  |  | Punti | Pos. |
| ---- | ------------- | ----- | -------------- | -- | - | --- | -- | --- | -- | --- | -- | -- | -- | -- | -- | -- | -- | -- | -- | --- | -- | -- |  |  |  | ----- | ---- |
| 2018 | Yamaha YZR-M1 | M     | Johann Zarco   | 8  | 2 | 6   | 2  | Rit | 10 | 7   | 8  | 9  | 7  | 9  | AN | 10 | 14 | 5  | 6  | Rit | 3  | 7  |  |  |  | 204   | 6º   |
| 2018 | Yamaha YZR-M1 | M     | Hafizh Syahrin | 14 | 9 | Rit | 16 | 12  | 12 | Rit | 18 | 11 | 14 | 16 | AN | 19 | 18 | 12 | 10 | Rit | 10 | 10 |  |  |  | 204   | 6º   |

| Anno | Moto     | Gomme | Piloti          |    |    |    |    |    |     |     |    |    |     |     |     |    |    |    |    |    |    |     |  |  |  | Punti | Pos. |
| ---- | -------- | ----- | --------------- | -- | -- | -- | -- | -- | --- | --- | -- | -- | --- | --- | --- | -- | -- | -- | -- | -- | -- | --- |  |  |  | ----- | ---- |
| 2019 | KTM RC16 | M     | Hafizh Syahrin  | 20 | 16 | 18 | 19 | 14 | Rit | Rit | 15 | 16 | Rit | Rit | 13  | 15 | 21 | 20 | 19 | 15 | 16 | 15  |  |  |  | 42    | 10º  |
| 2019 | KTM RC16 | M     | Miguel Oliveira | 17 | 11 | 14 | 18 | 15 | 16  | 12  | 13 | 18 | 13  | 8   | Rit | 16 | 13 | 16 | 12 | NP | NP |     |  |  |  | 42    | 10º  |
| 2019 | KTM RC16 | M     | Iker Lecuona    |    |    |    |    |    |     |     |    |    |     |     |     |    |    |    |    |    |    | Rit |  |  |  | 42    | 10º  |

| Anno | Moto     | Gomme | Piloti          |    |     |     |     |     |    |    |     |     |    |    |   |   |     |     |  |  |  |  |  |  |  | Punti | Pos. |
| ---- | -------- | ----- | --------------- | -- | --- | --- | --- | --- | -- | -- | --- | --- | -- | -- | - | - | --- | --- |  |  |  |  |  |  |  | ----- | ---- |
| 2020 | KTM RC16 | M     | Miguel Oliveira | NE | 8   | Rit | 6   | Rit | 1  | 11 | 5   | Rit | 6  | 16 | 6 | 5 | 6   | 1   |  |  |  |  |  |  |  | 152   | 7º   |
| 2020 | KTM RC16 | M     | Iker Lecuona    | NE | Rit | Rit | Rit | 9   | 10 | 14 | Rit | 14  | 15 | 14 | 9 |   | Inf | Inf |  |  |  |  |  |  |  | 152   | 7º   |
| 2020 | KTM RC16 | M     | Mika Kallio     | NE |     |     |     |     |    |    |     |     |    |    |   |   |     | 17  |  |  |  |  |  |  |  | 152   | 7º   |

| Anno | Moto     | Gomme | Piloti          |     |     |    |    |   |    |     |     |     |    |    |    |    |     |    |     |     |    |  |  |  |  | Punti | Pos. |
| ---- | -------- | ----- | --------------- | --- | --- | -- | -- | - | -- | --- | --- | --- | -- | -- | -- | -- | --- | -- | --- | --- | -- |  |  |  |  | ----- | ---- |
| 2021 | KTM RC16 | M     | Iker Lecuona    | 17  | Rit | 15 | 17 | 9 | 11 | Rit | 17  | Rit | 15 | 6  | 7  | 11 | Rit | 16 | Rit | Rit | 15 |  |  |  |  | 76    | 11º  |
| 2021 | KTM RC16 | M     | Danilo Petrucci | Rit | 19  | 13 | 14 | 5 | 9  | Rit | Rit | 13  | 18 | 12 | 10 | 15 | 16  | 18 | Rit | Rit | 18 |  |  |  |  | 76    | 11º  |

| Anno | Moto     | Gomme | Piloti         |    |    |    |    |    |     |     |    |    |    |     |    |    |    |    |    |     |    |    |    |  |  | Punti | Pos. |
| ---- | -------- | ----- | -------------- | -- | -- | -- | -- | -- | --- | --- | -- | -- | -- | --- | -- | -- | -- | -- | -- | --- | -- | -- | -- |  |  | ----- | ---- |
| 2022 | KTM RC16 | M     | Raúl Fernández | 18 | 17 | 16 | 19 | NP | Inf | Rit | 21 | 15 | 12 | Rit | 21 | 18 | 13 | 20 | 18 | 15  | 16 | 15 | 12 |  |  | 27    | 12º  |
| 2022 | KTM RC16 | M     | Remy Gardner   | 15 | 21 | 17 | 20 | 14 | 20  | Rit | 19 | 11 | 15 | 19  | 18 | 20 | 19 | 16 | 19 | Rit | 15 | 18 | 13 |  |  | 27    | 12º  |

| Anno | Moto     | Gomme | Piloti            |     |     |     |     |     |     |     |     |     |     |     |     |     |    |     |     |    |    |     |     |  |  | Punti | Pos. |
| ---- | -------- | ----- | ----------------- | --- | --- | --- | --- | --- | --- | --- | --- | --- | --- | --- | --- | --- | -- | --- | --- | -- | -- | --- | --- |  |  | ----- | ---- |
| 2023 | KTM RC16 | M     | Augusto Fernández | 13  | 11  | 10  | 13  | 4   | 15  | 11  | 10  | 118 | 14  | 9   | 16  | Rit | 7  | Rit | Rit | 17 | 14 | 159 | Rit |  |  | 95    | 11º  |
| 2023 | KTM RC16 | M     | Pol Espargaró     | Inf | Inf | Inf | Inf | Inf | Inf | Inf | Inf | 12  | 166 | Rit | Rit | 13  | 15 | Rit | 18  | 18 | 15 | 18  | 14  |  |  | 95    | 11º  |
| 2023 | KTM RC16 | M     | Jonas Folger      |     |     | 12  | 17  | 13  | 19  | 17  | 14  |     |     |     |     |     |    |     |     |    |    |     |     |  |  | 95    | 11º  |

| Anno | Moto     | Gomme | Piloti            |    |    |    |      |      |     |     |     |    |    |    |    |     |      |     |     |     |     |    |    |  |  | Punti | Pos. |
| ---- | -------- | ----- | ----------------- | -- | -- | -- | ---- | ---- | --- | --- | --- | -- | -- | -- | -- | --- | ---- | --- | --- | --- | --- | -- | -- |  |  | ----- | ---- |
| 2024 | KTM RC16 | M     | Augusto Fernández | 17 | 11 | 14 | Rit7 | 13   | Rit | Rit | 14  | 16 | 16 | 15 | 12 | Rit | 18   | Rit | Rit | 179 | Rit | 10 | 19 |  |  | 242   | 7º   |
| 2024 | KTM RC16 | M     | Pedro Acosta      | 98 | 37 | 24 | 102  | Rit6 | 133 | 53  | Rit | 7  | 95 | 13 | 3  | 176 | Rit5 | 26  | Rit | NP  | 3   | 59 | 10 |  |  | 242   | 7º   |

| Anno | Moto     | Gomme | Piloti           |    |    |    |    |    |    |    |     |      |    |     |      |    |  |  |  |  |  |  |  |  |  | Punti | Pos. |
| ---- | -------- | ----- | ---------------- | -- | -- | -- | -- | -- | -- | -- | --- | ---- | -- | --- | ---- | -- |  |  |  |  |  |  |  |  |  | ----- | ---- |
| 2025 | KTM RC16 | M     | Maverick Viñales | 16 | 12 | 14 | 14 | 47 | 5  | 11 | 177 | Rit4 | 56 | NP  | Inf  | NP |  |  |  |  |  |  |  |  |  | 132   |      |
| 2025 | KTM RC16 | M     | Enea Bastianini  | 9  | 17 | 7  | 11 | 9  | 13 | 17 | 12  | Rit  | 9  | Inf | Rit3 | 57 |  |  |  |  |  |  |  |  |  | 132   |      |

| Legenda | 1º posto        | 2º posto            | 3º posto            | A punti      | Senza punti        | Grassetto – Pole position Corsivo – Giro più veloce |
| Legenda | Gara non valida | Non qual./Non part. | Ritirato/Non class. | Squalificato | '-' Dato non disp. | Grassetto – Pole position Corsivo – Giro più veloce |